# 보츠와나 요리

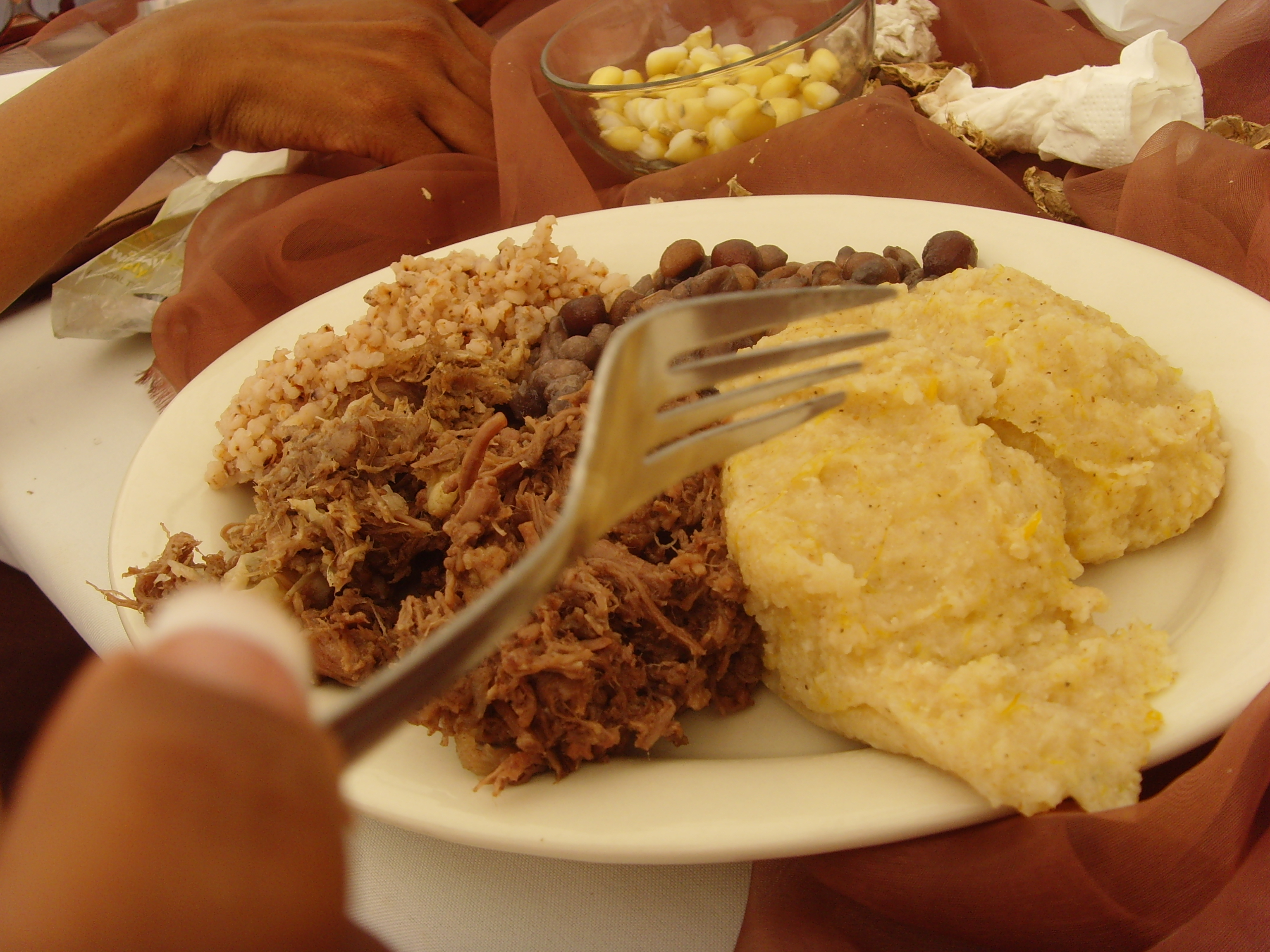
세스와와 보호베

보츠와나 요리(Botswana 料理, 츠와나어: dijo tsa Botswana 디조 차 보츠와나, 영어: Botswanan cuisine 보츠와넌 퀴진[*])는 남아프리카에 있는 보츠와나의 요리이다. 보츠와나 음식의 예로는 사자, 삼프, 베트쿠크, 보고베 및 마도라가 있다. 보츠와나 특유의 음식은 소금에 절인 으깬 고기인 세스와이다.

## 같이 보기
- 아프리카 요리